# Stitches (2012)
Stitches é um filme de terror de 2012, dirigido por Conor McMahon e estrelado por Ross Noble, Tommy Knight e Gemma-Leah Devereux.
Stitches foi produzido pela Fantastic Films e Tailored Films em 2012 e marca a estreia no cinema de Tommy Knight e do comediante Ross Noble.

## Sinopse
Richard Grindle, um palhaço conhecido por Stitches. Foi morto durante uma aniversário organizada para as crianças. Anos depois de sua morte, ele volta dos mortos com um único propósito, para vingar os responsáveis por sua morte, em um espetáculo sangrento. Stitches chega no aniversário atrasado de Tom, e tenta entreter as crianças, mas em vez disso eles ridicularizam. 
Vinny amarra os cadarços do sapatos dele, fazendo ele tropeçar e cair sobre uma faca de cozinha, matando-o. Tom visita o túmulo de Stitches e encontra um grupo de palhaços que realizam um ritual.
Seis anos depois, Tom está se preparando para seu décimo sétimo aniversário. Dividido entre a ideia de uma grande festa, decide, em vez de convidar apenas alguns amigos. Em invés disso acontece um grande encontro é feito em segredo por Vinny com muitos convites através da Internet. Tom, Vinny, Richie e Bulger.

## Elenco
- Ross Noble - (Stitches)
- Tommy Knight - (Tom)
- Gemma-Leah Devereux (Kate)
- Lorna Dempsey (Mary)
- Eoghan McQuinn (Richie)
- Shane Murray-Corcoran (Vinny)
- Roisin Barron (Sarah)
- Callum Maloney (Bulger)
- Valerie Spelman (A mãe de Tom, ela é chamada Tom's Mum)